# Perilampus tristis
Perilampus tristis is een vliesvleugelig insect uit de familie Perilampidae. De wetenschappelijke naam is voor het eerst geldig gepubliceerd in 1905 door Mayr.